# Мартин, Деметри
Деметри Мартин (англ. Demetri Martin) — американский комик и актёр греческого происхождения. Мартин в основном известен как стенд-ап комик, корреспондент The Daily Show, а также своей передачей на Comedy Central Important Things with Demetri Martin.

## Биография
Мартин родился в Нью-Йорке и вырос в Томс Ривер, Нью-Джерси. Окончил Йельский университет в 1995 году.
Его первый успех состоялся в 2001 году, когда он принял участие в стендап представлении Comedy Central Premium Blend. В 2003 году он выиграл премию на Эдинбургском фестивале за своё шоу If I (Если я), которая в 2004 году стала специальной программой на британском телевидении. С 2003 по 2004 он писал для программы Поздним вечером с Конаном О’Брайеном.
С 2005 года он числится корреспондентом The Daily Show, где он обычно был ведущим сегмента под названием Trendspotting.
В 2009 году Мартин начал вести передачу Important Things with Demetri Martin (Важные вещи с Деметри Мартином) на канале Comedy Central. В 2010 году прошёл второй сезон передачи. Позднее Мартин заявил, что третий сезон передачи не будет сниматься.
25 апреля 2011 года вышла его первая книга This Is a Book by Demetri Martin.

## Фильмография
| Год  |    | Русское название   | Оригинальное название | Роль                   |
| ---- | -- | ------------------ | --------------------- | ---------------------- |
| 2002 | ф  | Анализируй то      | Analyze That          |                        |
| 2008 | ф  | Голый барабанщик   | The Rocker            |                        |
| 2009 | ф  | Взятие Вудстока    | Taking Woodstock      | Элиот Тайбер           |
| 2011 | ф  | Отвези меня домой  | Take Me Home Tonight  |                        |
| 2011 | ф  | Заражение          | Contagion             | доктор Дэвид Айзенберг |
| 2013 | ф  | За кадром...       | In a world...         | Луи                    |
| 2015 | с  | Обитель лжи        | House of Lies         |                        |
| 2015 | мф | Мы обычные медведи | We Bare Bears         | Белый (IceBear)        |